# Août 1947

## Évènements
- 1er août :
  - Lancement d’un plan de reconstruction de trois ans en Hongrie.
  - Indonésie : des protestations aux Nations unies aboutissent à la formation d’une Commission des Bons Offices de l’ONU, qui préside à la signature des accords du Renville entre l'Indonésie et les Pays-Bas (17 janvier 1948).
- 2 août : Luis Batlle Berres est élu président en Uruguay.
- 5 août : visite d’Eva Perón, première dame d’Argentine en Suisse.
- 9 août : début du 6e Jamboree Mondial Scout à Moisson[1].
- 11 août : décès à Épalinges (Canton de Vaud), à l’âge de 73 ans, du juriste André Mercier, qui présida différents tribunaux arbitraux et commissions de conciliations durant l’Entre-deux-guerres.
- 13 août : l'Assemblée nationale adopte la loi électorale municipale qui prévoit un scrutin majoritaire dans les communes de moins de 9 000 habitants, un scrutin proportionnel dans les autres.
- 14 août : création de la Royal Pakistan Air Force.
- 14 - 15 août, minuit : India Independance Act[2] prévoyant la partition de l’Inde. L’Inde et le Pakistan sont déclarés dominions indépendants dans le Commonwealth. Quelques jours plus tard, des massacres commencent au Panjab entre musulmans  provoquant des exodes massifs.
  - La question des 554 États princiers est facilement résolue à trois exceptions près : le Junâgadh, le Hyderabad et le Cachemire. Le Junâgadh, dans le Gujarat, est un petit État qui a un souverain musulman et une population de 700 000 habitants à majorité hindoue. Un soulèvement populaire permet à l’Inde de l’intégrer dans son territoire le 10 février 1948.
  - Le nizam, souverain musulman d’Hyderabad qui règne sur 17 millions d’habitants en majorité hindous, refuse de rejoindre l’Inde. Le gouvernement indien prétextera des menées d’une milice musulmane qui terrorise la population pour lancer une opération militaire qui se termine par la capitulation d’Hyderabad le 17 septembre 1948.
  - Le maharadjah du Cachemire signe un accord de statu quo en août. Devant l’invasion des tribus pathan venues du Pakistan le 22 août, il opte pour l’Inde le 26 octobre. L’intervention des troupes indiennes contre les Pathan dégénère en guerre contre le Pakistan (1947-1949). L’Inde perd le Gilgit, rattaché de facto au Pakistan.
  - La partition se fait en fonction d’un pourcentage majoritaire des populations musulmanes ou hindoues par régions. De 10,5 à 14 millions de personnes sont déplacés, 500 000 sont massacrés ou meurent dans les camps.
- 15 août :
  - Conférence inter américaine pour le maintien de la paix et de la sécurité collective à Rio de Janeiro (fin le 2 septembre).
  - Une réforme monétaire (1 leu nouveau pour 20 000 lei anciens) est adoptée en Roumanie, diversifiant les plafonds de change suivant les catégories sociales : bourgeois et paysans se voient dépouillés de leurs liquidités.
  - Mise en service à Harwell de la première pile atomique britannique.
- 16 août, république populaire de Bulgarie : le chef du parti agrarien bulgare est condamné à mort et le parti est interdit à la fin du mois.
- 20 août : l'avion Douglas D-558-I bat le record du monde de vitesse aux mains de Turner F. Caldwell à la vitesse de 1 030 km/h.
- 22 août :
  - Création de la FRRP (fédération française de randonnée pédestre).
  - Le ministre du budget italien Luigi Einaudi impose un plan d’austérité. La restriction drastique du crédit bancaire et des importations alimentaires stoppe le marché noir et la course au crédit, source d’inflation.
- 23 août : 
  - en Équateur le dirigeant populiste Velasco Ibarra est renversé par un coup d’État.
  - Roy Chadwick (54 ans) trouve la mort dans l'accident du prototype Avro Tudor 2. Dirigeant depuis 1911 le bureau d'études Avro, il avait en particulier dessiné l'Avro 504 et dirigé le développement du Lancaster.
- 24 août : l’Italien Gino Bartali remporte le Tour de Suisse cycliste.
- 25 août : nouveau record de vitesse pour le D-558-I qui atteint 1 047 km/h aux mains de Marion E. Carl[3].
- 27 août : Barbara Bach, actrice américaine.
- 29 août : premier vol du prototype de bombardier-torpilleur bimoteur Nord 1500 Noréclair.
- 31 août :
  - Un nouveau Parlement est élu en Hongrie, dominé par les communistes (22 % des suffrages), alliés aux socialistes. Le Parti des petits propriétaires, jusqu’alors majoritaire, n’obtient que 15 % des voix. Gouvernement de coalition de Dinnyés.
  - La commission d’enquête de l’ONU publie un rapport préconisant le partage de la Palestine en deux États, arabe et juif, et la création d’une zone internationale englobant Jérusalem et Bethléem. Elle demande une immigration juive immédiate de 150 000 personnes. Le mufti de Jérusalem fait savoir son accord à la solution du partage à condition qu’il prenne la direction de l’État arabe.
  - Premier vol de l'avion soviétique Antonov An-2.

## Naissances
- 2 août : 
  - Julie Arel, chanteuse canadienne.
  - Marie-Laure de Decker, photographe et journaliste française († 15 juillet 2023).
- 4 août : 
  - Marie-France Cubadda, journaliste française.
  - Moufida Tlatli, réalisatrice tunisienne († 7 février 2021).
- 5 août : Larry Kenney, acteur américain
- 8 août : 
  - Larry Wilcox, acteur américain.
  - Ken Dryden, avocat, auteur, homme politique fédéral et ancien gardien de but de hockey canadien.
- 11 août
  - Alois Schloder, joueur allemand de hockey sur glace.
  - Georges Pernoud, animateur et producteur de télévision français († 10 janvier 2021).
- 12 août : 
  - Stefano Benni, journaliste et écrivain italien.
  - Tatiana Goritcheva, philosophe marxiste puis chrétienne, dissidente et théologienne russe.
  - Amedeo Minghi, compositeur italien
  - Jirō Taniguchi, mangaka japonais.
- 15 août : Sonny Carter, astronaute américain († 5 avril 1991).
- 16 août : Marie-Josée Longchamps, actrice canadienne.
- 18 août : Paul Alan Yule, archéologue allemand.
- 19 août : Michel Weyland, dessinateur et scénariste belge.
- 21 août : 
  - Mary Simon, diplomate canadienne, Gouverneur Général du Canada.
  - Frédéric Mitterrand, Personnalité politique française († 21 mars 2024).
- 22 août : James Rumbaugh, informaticien américain.
- 23 août : Terje Rypdal, guitariste de jazz norvégien.
- 28 août : Emlyn Hughes, footballeur anglais († 9 novembre 2004).
- 30 août : Allan Rock, avocat, ancien homme politique et diplomate canadien.

## Décès
- 5 août : Vladimir Golenichtchev (né en 1856), égyptologue russe.
- 21 août : Ettore Bugatti (né en 1881), constructeur automobile italien.
- 29 août : Manuel Rodríguez Sánchez dit « Manolete », 30 ans, matador espagnol. (° 4 juillet 1917)